# Nesiotoniscus patrizii
Nesiotoniscus patrizii is een pissebed uit de familie Trichoniscidae. De wetenschappelijke naam van de soort is voor het eerst geldig gepubliceerd in 1953 door Brian.